# Juncus covillei
Juncus covillei es una herbácea de la familia de las juncáceas. Es nativo del oeste de América del Norte de Columbia Británica a Idaho y California, donde crece en hábitats húmedos, a menudo en zonas boscosas.

## Descripción
Es una formación de tallos erectos de hasta unos 25 centímetros de altura a partir de un rizoma grueso herbáceo y perenne. La inflorescencia se compone de varios racimos de flores de color marrón o verde.

## Taxonomía
Juncus covillei fue descrita por Charles Vancouver Piper y publicado en Contributions from the United States National Herbarium 11: 182. 1906.
Etimología
Juncus: nombre genérico que deriva del nombre clásico latino  de jungere =, "para unir o vincular", debido a que los tallos se utilizan para unir o entrelazar".
covillei: epíteto otorgado en honor del botánico estadounidense Frederick Vernon Coville.
Variedades
- Juncus covillei var. obtusatus C.L.Hitchc.

Sinonimia
- Juncus falcatus var. paniculatus Engelm.
- Juncus latifolius var. paniculatus (Engelm.) Buchenau

var. obtusatus C.L.Hitchc.
- Juncus obtusatus Engelm.[3]